# Monteforte d'Alpone
Monteforte d'Alpone é uma comuna italiana da região do Vêneto, província de Verona, com cerca de 7.073 habitantes. Estende-se por uma área de 20,4 km², tendo uma densidade populacional de 354 hab/km². Faz fronteira com Gambellara (VI), Montecchia di Crosara, San Bonifacio, Soave.

## Demografia
| Variação demográfica do município entre 1861 e 2011                               |
|                                                                                   |
| Fonte: Istituto Nazionale di Statistica (ISTAT) - Elaboração gráfica da Wikipedia |